# Angina pectoris

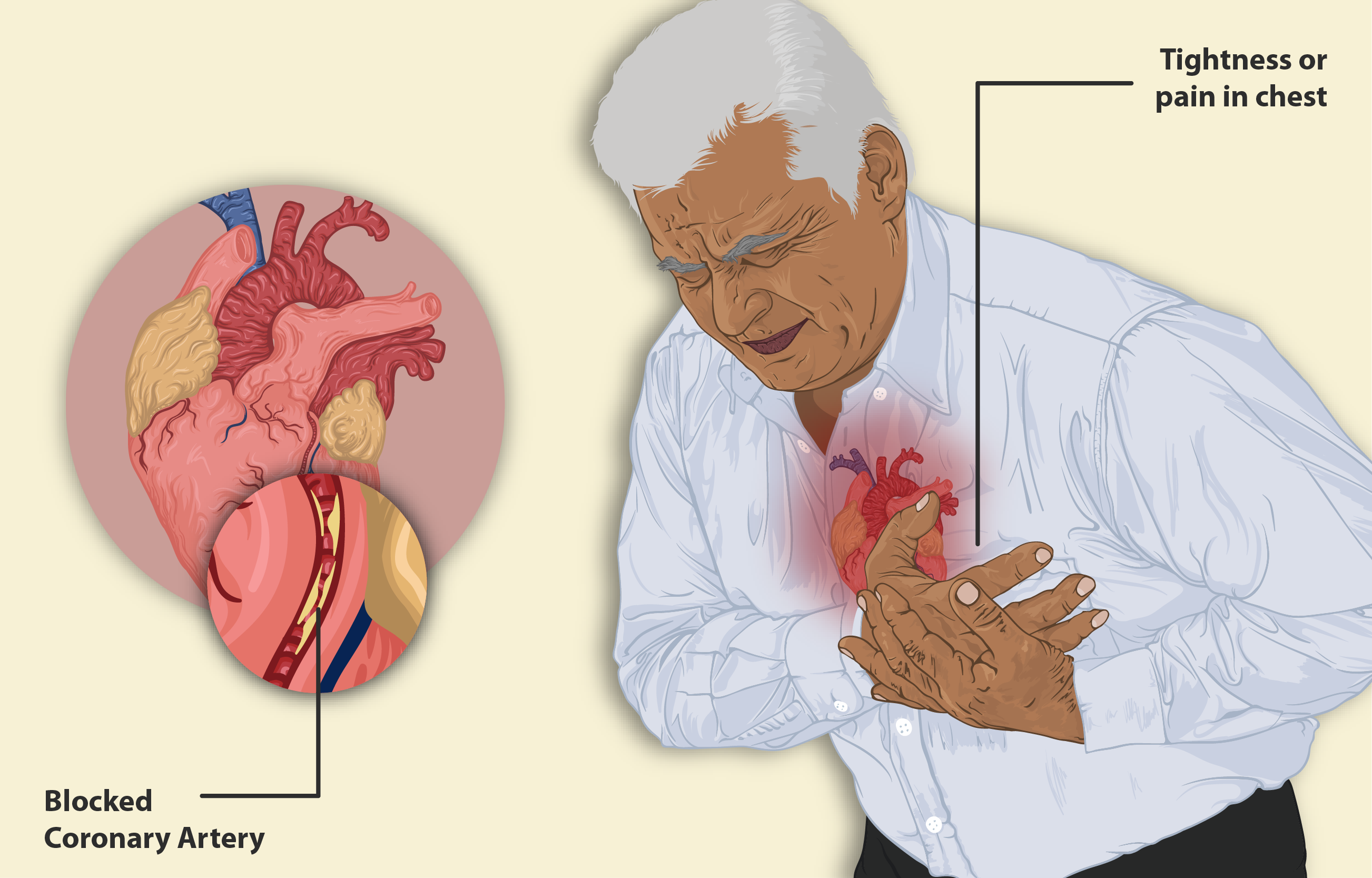
Ilustrace muže, který pociťuje tíseň nebo bolest na hrudi, což je příznak anginy pectoris nebo srdečního infarktu.

Angina pectoris či angina pektoris je projev ischemické choroby srdeční. Postupné zužování tepen aterosklerózou vede k poruchám zásobování srdečního svalu krví respektive kyslíkem. Převážně během zátěže pak dochází ke vzniku nepoměru mezi přívodem kyslíku a jeho dodávkou, který se projevuje tupou, pálivou či svíravou bolestí nejčastěji v oblasti za hrudní kostí vystřelující do ramen, paží a nebo spodní čelisti.
Onemocnění se projevuje záchvaty bolesti, které mohou v extrémních případech trvat až okolo 15 minut. V některých případech je bolest doprovázena pocením, dušností a pocitem, že postižený omdlí.  Současná léčba je schopna zmírnit projevy záchvatu, ale nikoliv vyléčit samotnou příčinu v podobě špatně zásobovaného srdečního svalu kyslíkem.
Nejčastější příčinou vzniku anginy pectoris je ateroskleróza.

## Typy anginy pectoris
Angina pectoris se může objevovat ve třech základních modifikacích. Jedná se o:
- chronická stabilní angina pectoris — druh anginy pectoris, pro kterou je typická relativní pravidelnost záchvatů, které se mohou objevovat např. jednou týdně. Výskyt tohoto záchvatu je spojen většinou se stejným druhem spouštěcího faktoru, jako je např. zvýšená zátěž. Záchvat má podobný průběh trvající několik minut (zpravidla pod 5 minut). Záchvat často ustoupí, jestliže dojde k odstranění příčiny (např. snížení zátěže), anebo po požití nitroglycerinu pod jazyk.[4]
- nestabilní angina pectoris — jedná se o vážnější formu ischemické choroby srdeční a má zhoršující se průběh. Dochází k nárůstu četnosti záchvatů, době trvání či vzniku i v klidových podmínkách. Přechází do infarktu myokardu, když buňky srdečního svalu odumírají.[4]
- vazospastická angina pectoris — tento druh anginy je způsobován pouze svalovým stažením koronární tepny. Nejedná se o rozšířenou formu.[4]

## Příčiny
Nejčastěji se jedná o zúžení věnčité tepny, která vyživuje srdce aterosklerotickým plátem, který zabraňuje proudění krve a je tvořen převážné látkami tukové povahy.  Aterosklerotický plát vzniká dlouhodobým ukládáním tukových látek do stěny cévy, podkladem je tedy onemocnění tepen - ateroskleróza. Základní ovlivnitelná rizika aterosklerózy jsou kouření, nadváha a nedostatek pohybu.

## Příznaky
Angina pectoris je jedním z lehčích projevů ischemické choroby srdeční. Akutní formou této nemoci je infarkt myokardu. Srdeční sval není zásobován potřebným množstvím kyslíku, protože přívodná céva je ucpána úplně. Odumírání svalu se projevuje ostrou pálivou anebo svíravou bolestí v oblasti za hrudní kostí. Poměrně časté je, že se bolest postupně šíří do oblasti levého ramene  prstů levé ruky. Příznakem může být rovněž dušnost, pocení a nevolnost 

## Léčba

### Diagnostika
V diagnostice se nejčastěji používá elektrokardiogram (EKG),  laboratorní diagnostika troponinů a nebo echokardiografie – vyšetření srdce ultrazvukem.
Dále se případně používají zátěžové testy, při nejasných případech přímo koronarografie (rentgenové vyšetření věnčitých tepen).

### Léčba

#### Medicínská terapie
Následující postupy jsou součástí doporučení splňujících principy medicíny založené na důkazech.

##### Antianginózní postupy
Látky nebo postupy zlepšující vlastnosti koronárních cév. Zejména jde o postupy snižující pohotovost ke spazmům a postupy dilatující průsvit cév.
- organické nitráty — vazodilatační účinek
- alfa a beta blokátory — snižují účinky adrenalinu, zklidňují puls (atenolol, metoprolol)
- antagonisté Ca2+ kanálů — způsobí svalovou kontrakci (amplodipin, isradipin)
- chirurgická operace, tedy bypass nebo PTCA (perkutánní transluminální koronární angioplastika) — rozšíření zúžené tepny pomocí katetru.

##### Režimová opatření
- omezení nadměrného příjmu kuchyňské soli
- terapie obvykle přítomné obezity
- terapie hypercholesterolémie
  - Statiny (atorvastatin, fluvastatin, lovastatin atd.) se vyznačují výskytem nežádoucích účinků a inhibují enzym, který je nutný pro syntézu cholesterolu. Na základě hodnocení dostupných informací bylo později zjištěno, že existuje příčinná souvislost mezi užíváním statinů a těmito nežádoucími účinky: poruchy spánku, ztráta paměti, sexuální poruchy, deprese a intersticiální pneumopatie. V r. 2010 přehodnotila Pracovní skupina pro farmakovigilanci (PhVWP) při Evropské lékové agentuře (EMA) riziko nově vzniklého diabetu u všech léčivých přípravků obsahujících statiny. Hodnocení bylo ukončeno v prosinci 2011 s následujícími závěry: Zvýšení glykémie je považováno za class efekt u všech inhibitorů HMG-CoA reduktázy (atorvastatin, fluvastatin, pravastatin, simvastatin, pitavastatin, rosuvastatin, lovastatin) u pacientů s rizikovými faktory pro vznik diabetes mellitus (tj. hypertenze v anamnéze, zvýšení triglyceridů v krvi a zvýšení BMI). Hyperglykémie může dosáhnout hodnoty vyžadující adekvátní diabetologickou péči. Rizikoví pacienti mají být klinicky i biochemicky sledováni v souladu s národním doporučením pro léčbu diabetu. Státní ústav pro kontrolu léčiv proto vyzval držitele registračních rozhodnutí, u nichž uvedené nežádoucí účinky nejsou dosud zohledněny v textech, aby předložili žádost o příslušnou změnu registrace.
  - Pryskyřice (cholestyramin, colestipol atd.) jsou jediné doporučované léky při léčbě vysoké hladiny cholesterolu u dětí. Nevstřebávají se v tenkém střevě a přerušují enterohepatální oběh (střevo-jaterní oběh) žlučových kyselin. Nevýhodou je pro děti nepříjemná chuť a často dochází k zácpám. U statinů, fibrátů a kyseliny nikotinové není zatím žádná dlouhodobější studie, která by prokázala, že jsou tyto látky vhodné pro léčbu hypercholesterolémie u dětí.
  - Ezetimib (léčivý přípravek Ezetrol) inhibuje vstřebávání cholesterolu v tenkém střevě. Používá se často v kombinaci se statiny, protože není vhodný pro monoterapii.
  - Fibráty (fenofibrát, bezafibrát atd.) jsou deriváty kyseliny fibrové. Prostřednictvím specifických receptorů ovlivňují metabolismus tuků. Jednou z mála nevýhod fibrátů je to, že ve srovnání s ostatními hypolipidemiky dostatečně nesnižují koncentraci LDL-cholesterolu, který se významně podílí na vzniku aterosklerotického plátu.
  - Kyselina nikotinová inhibuje lipolýzu (štěpení tuku) v tukové tkáni. V České republice se zatím nevyužívá (není registrována).
- vyvarování se faktorů provokujících vasospazmy
- úprava životního stylu — redukce kouření

##### Terapie ve zvláštních případech
V některých případech je třeba terapii doplnit o některé další kroky:
- analgetika, anxiolytika — akutní stav, kdy může psychika pacienta výrazně zhoršit jeho stav
- železo, erytropoetin, nutrice — je-li stav komplikován anémií
- antihypertenziva používaná v terapii často se souběžně se vyskytující hypertenzí (nesmějí vyvolávat tachykardii)